# 網誌空間
，也称博客空間或網誌空間，是網誌、網誌作者及其社群的統稱。由於網誌是互相連結而且互相交流，所以產生自己的文化。
網誌空间在网络中是一個很重要的概念。網誌本身是網頁格式，而網誌空间是社會現象。其獨特之處是互相連結而成的網路社群。

## 參看
- 網誌
- MP3網誌